# Mantidactylus charlotteae
Espèce
Statut de conservation UICN

 LC  : Préoccupation mineure
Mantidactylus charlotteae est une espèce d'amphibiens de la famille des Mantellidae.

## Répartition

Aire de répartition de Mantidactylus charlotteae.

Cette espèce est endémique de Madagascar. Elle se rencontre du niveau de la mer jusqu'à 600 m d'altitude dans les forêts côtières de l'Est de l'île, depuis le mont Marojejy jusqu'à probablement le parc national d'Andohahela.

## Description
Les 15 spécimens mâles adultes observés lors de la description originale mesurent entre 22,4 mm et 26,2 mm de longueur standard et les 11 spécimens femelles adultes observés lors de la description originale mesurent entre 26,3 mm et 32,2 mm de longueur standard.

## Étymologie
Son nom d'espèce, charlotteae, lui a été donné en référence à Charlotte Richter-Pfeil en reconnaissance de son aide financière au travers du programme Biopat.

## Publication originale
- Vences & Glaw, 2004 : Revision of the subgenus Chonomantis (Anura: Mantellidae: Mantidactylus) from Madagascar, with description of two new species. Journal of Natural History, vol. 38, p. 77-118 (texte intégral).